# 2008 en Afghanistan
2006 en Afghanistan - 2007 en Afghanistan - 2008 en Afghanistan - 2009 en Afghanistan - 2010 en Afghanistan
2006 par pays au Proche-Orient - 2007 par pays au Proche-Orient - 2008 par pays au Proche-Orient - 2009 par pays au Proche-Orient - 2010 par pays au Proche-Orient
Cet article présente les faits importants qui se sont produits en Afghanistan en 2008.

## Chronologie

### Janvier 2008
- Vendredi 4 janvier 2008 : un Allemand d'origine afghane, Gholam Z. 41 ans, résidant à Wuppertal, est arrêté au supermarché d'un camp militaire américain de Kaboul, après avoir attiré l'attention des soldats de garde par son comportement bizarre. De nombreuses cartes téléphoniques prépayées et plusieurs devises étrangères ont été trouvées sur lui lors de la fouille.

### Février 2008
- Mercredi 13 février 2008 : Une embuscade contre une patrouille de l'ISAF à 60 km à l'Est de Kaboul cause la mort d'un soldat italien et en blesse un autre.

### Mars 2008
- Vendredi 7 mars 2008 : Le diplomate norvégien Kai Eide est le nouveau représentant spécial des Nations unies en Afghanistan en remplacement de l'Allemand Tom Koenigs.

- Dimanche 23 mars 2008 :
  - Le quotidien britannique The Times, révèle que le Président Nicolas Sarkozy devrait annoncer au sommet de l'OTAN à Bucarest sa décision d'envoyer un bataillon supplémentaire d'un millier de soldats français avant la traditionnelle offensive estivale des talibans. Jusqu'à présent, les effectifs français sont au nombre de mille cinq cents : un bataillon de mille soldats à Kaboul, 220 instructeurs et de 200 hommes autour des 3 rafales et 3 Mirages 2000.
  - Plus de quarante combattants islamistes ont été tués lors d'une opération conjointe de l'armée afghane et des forces de la coalition. Parmi les tués figure le mollah Hashim, un des chefs talibans.

### Avril 2008
- Jeudi 3 avril 2008 :  Lors du sommet de Bucarest de l'Alliance atlantique, le président Nicolas Sarkozy annonce l'envoi de sept cents soldats français supplémentaires dans l'est de l'Afghanistan, ce qui portera la contribution française à la Fias à 2 300 militaires (5e rang). Ce nouveau déploiement permettra aux Américains de dégager des renforts dans le sud pour épauler les soldats canadiens.

- Dimanche 6 avril 2008 : Lors d'une opération, menée par des troupes américaines et des commandos de l'armée afghane, contre les fondamentalistes islamistes alliés aux talibans, une trentaine de civils auraient été tués.

- Mardi 8 avril 2008 : Le Danemark annonce l'envoi de quatre hélicoptères et du personnel supplémentaire afin de renforcer la sécurité de ses 550 soldats stationnés dans la province de Helmand, dans le sud sous commandement britannique. Quatorze soldats danois ont trouvé la mort en Afghanistan.

- Samedi 12 avril 2008 : Le ministre français des Affaires étrangères Bernard Kouchner est à Kaboul pendant deux jours pour préparer la conférence internationale prévue à Paris le 12 juin prochain.

- Dimanche 13 avril 2008 : Bernard Kouchner  et le ministre canadien des Affaires étrangères Maxime Bernier se rendent dans le sud du pays à Kandahar où sont stationnés 2 500 soldats canadiens. Le ministre français indique que le contingent français sera porté à 3 000 hommes qui seront déployés à la frontière pakistanaise ce qui permettra aux Américains de venir renforcer les positions canadiennes.

- Jeudi 17 avril 2008 : Un attentat suicide commis devant une mosquée de la province de Nimroz, cause la mort de 17 personnes et fait 35 blessés. Parmi les morts figurent deux responsables de la police.

- Vendredi 18 avril 2008 : Selon l'enquête menée par les services de sécurité allemand, l'Allemand d'origine afghane, arrêté le 4 janvier dans un camp militaire de Kaboul, ne serait pas un terroriste, il était bien allé rendre visite à sa famille de Kaboul, n'entretient aucune relation avec les milieux musulmans en Allemagne, mais souffre depuis longtemps de troubles psychologiques.

- Dimanche 27 avril 2008 : Une attaque des talibans frappe la cérémonie militaire marquant le 16e anniversaire de la prise de Kaboul par les moudjahidins, depuis un immeuble situé à quelques centaines de mètres de la parade, non loin du Palais présidentiel. Selon le porte-parole des talibans, Zabihullah Mujahid, le président Hamid Karzai, présent dans la tribune, n'était pas visé, il s'agissait « de prouver que les talibans ont la capacité d'opérer non seulement dans les provinces, mais aussi à Kaboul ». L'attaque qui a duré un quart d'heure a fait 3 morts dont un garçon de 10 ans.

### Mai 2008
- Lundi 12 mai 2008 : Sept talibans ont été tués par l'armée afghane et les troupes de l'OTAN lors de deux opérations dans les provinces de Paktia et de Khost.

- Mardi 13 mai 2008 : En une semaine, 150 talibans ont été tués dans le sud du pays, lors d'une vaste opération menées par les troupes américaines et britanniques dans la province du Helmand.

- Samedi 17 mai 2008 : L'ambassadeur du Pakistan à Kaboul, otage des talibans depuis le 11 février dernier, est libéré par ses ravisseurs.

- Jeudi 22 mai 2008 :
  - Les corps des trois gardes afghans d'une compagnie de sécurité nationale travaillant pour les forces internationales, enlevés il y a une semaine et exécutés, ont été retrouvés dans le sud du pays.
  - À Chaghcharan dans le centre du pays, un soldat de l'OTAN et deux civils ont été tués au cours d'une violente manifestation organisée à l'entrée de la base pour protester contre la profanation d'un exemplaire du Coran par un soldat américain en Irak. Trois cents policiers tentaient d'empêcher la foule en colère de pénétrer dans la base occupées par des soldats lituaniens.
  - Au sujet de l'accord conclu au Pakistan entre le gouverneur de la province du nord-ouest et la mollah Fazlullah, le ministre des Affaires étrangères, Rangeen Dadfar Spanta averti : « Tous ceux qui croient que l'on peut parvenir à la paix dans la région par ce que j'appellerais une politique de l'apaisement se trompent. C'est une politique bien trop dangereuse ».

- Vendredi 23 mai 2008 : Un attentat-suicide contre une patrouille de l'armée afghane près de Khost, dans l'est du pays, cause la mort de quatre soldats et d'un enfant.

### Juin 2008
- Samedi 7 juin 2008 : Un journaliste de la BBC, Abdul Samad Rohani, 25 ans est enlevé puis tué le lendemain par ses ravisseurs talibans non loin de Lashkar Gah, capitale de la province du Helmand.

- Jeudi 12 juin 2008 : Conférence à Paris des pays donateurs regroupant 68 délégations de pays et 17 d'institutions internationales. Au total, 21 milliards de dollars d'aide ont été promis mais les pays donateurs ont demandé aux autorités afghanes de lutter plus efficacement contre la corruption, la drogue et de mieux s'organiser pour la répartition des subsides. Les États-Unis ont annoncé une contribution de 10,2 milliards de dollars qui s'ajoutent aux 26 milliards déjà donné depuis 2001. Le Président Hamid Karzai présente un ambitieux plan de développement de 50,1 milliards de dollars sur cinq ans axé prioritairement sur les infrastructures, la sécurité, l'éducation et l'agriculture. L'Afghanistan produit 90 % de la production mondiale d'opium.

- Vendredi 13 juin 2008 : Un groupe d'une trentaine de talibans, après une attaque contre la prison de Kandahar, libère plus de mille prisonniers dont 400 talibans. Les troupes afghanes et les contingents de l'OTAN du secteur, bientôt épaulés par des troupes aéroportés venant de la capitale, lancent une chasse aux évadés. L'attaque a commencé par l'explosion de deux véhicules suicides dont un camion-citerne contre l'entrée de la prison dont les portes et une partie des murs sont soufflés. Le reste des talibans armés de lance-roquettes et de fusil d'assaut, mène l'assaut à moto,  pénètre dans l'enceinte de la prison et ouvre les portes des cellules.

- Samedi 14 juin 2008 : le président Hamid Karzai adresse au Pakistan une sévère mise en garde et revendique le droit d'aller dans les zones frontalières pour « y détruire les repaires de terroristes […] au nom de la légitime défense […] Baitullah Mehsud doit savoir que nous irons le chercher chez lui, que nous détruirons sa maison […] La route vers le Pakistan n'est pas à sens unique […] Nous leur ferons payer tout le mal qu'ils ont fait à l'Afghanistan pendant de nombreuses années ».

- Dimanche 15 juin 2008 : à la suite des propos tenus par le président Hamid Karzai, l'ambassadeur d'Afghanistan à Islamabad est convoqué par le ministre pakistanais des Affaires étrangères, Shah Mehmood Qureshi, qui lui remet une « très vive protestation » jugeant les propos « irresponsables » et affirmant qu'il « était absolument clair que le Pakistan défendrait son intégrité territoriale ».

- Mardi 17 juin 2008 : Quelque 400 talibans évadés de la prison de Kandahar se sont retranchés dans une zone un peu plus au nord, chassant des centaines de familles et se préparant à affronter l'armée afghane.

- Mercredi 18 juin 2008 :
  - L'armée afghane, appuyée par les forces aériennes de l'OTAN et des troupes canadiennes, a lancé une offensive d'envergure contre les talibans retranchés dans la vallée d'Arghandab au nord de Kandahar. 23 talibans et 2 soldats afghans auraient été tués lors des combats.
  - La colonne de 70 militaires français, partie en renfort vers Kandahar a eu toutes les difficultés pour parcourir les cinq cents kilomètres séparant Kaboul de la capitale régionale. Les militaires ont été attaqués à trois reprises et ont mis 22 heures pour faire le parcours. Ils ont perdu un véhicule blindé et eu trois blessés.

- Jeudi 19 juin 2008 : Le Français, Johan Freckhaus (37 ans), dirigeant d'une entreprise en BTP et détenu par les talibans dans la province de Ghazni depuis le 29 mai, est libéré après trois semaines de négociations. Six talibans arrêté dernièrement à Hérat et détenus par le gouvernement du président Hamid Karzai auraient été libérés.

### Août 2008
- Mardi 18 août 2008 : Dix soldats français sont tués dans une embuscade dans le district de Sarobi, à une cinquantaine de kilomètres de la capitale.

- Vendredi 21 août 2008 : 30 clandestins afghans sont tués et 83 autres blessés, quand le camion qui les transportait s'était renversé dans la province de Fars dans le sud de l'Iran.

### Novembre 2008
- Lundi 3 novembre 2008 : Un français travaillant pour la petite ONG humanitaire nommée Solidarité Laïque a été enlevé dans les rues de Kaboul par trois hommes armés. Un Afghan travaillant pour les services de renseignement qui avait tenté de s'interposer, a été tué.

- Lundi 17 novembre 2008 : Six soldats afghans sont tués et cinq autres blessés, lors d'une embuscade dans l'ouest du pays dans le district de Bala Buluk de la province de Farah. Les talibans ont perdu un commandant de district et quatre combattants.

- Jeudi 20 novembre 2008 : 
  - Un attentat à la voiture piégée cause la mort de deux policiers et deux soldats américains, et fait plusieurs blessés dans district de Dowmand (Est du pays), près de la frontière avec le Pakistan.
  - Des forces afghanes et de la coalition, sont attaqués dans une embuscade par des insurgés armés, dans le district de Nahr Surkh (province d'Helmand), ripostent et tuent dix de leurs attaquants. Un soldat afghan est blessé.

- Vendredi 21 novembre 2008 : Des forces afghanes et de la coalition, attaqués dans le village de Dowlatabad (province de Farah), par des insurgés armés, ripostent et tuent quatre de leurs attaquants.

- Samedi 22 novembre 2008 : Un militaire français est tué et un autre grièvement blessé par l'explosion d'une mine à Darulaman, à une dizaine de kilomètres au sud de la capitale Kaboul. Il s'agit du 24e militaire français tué en Afghanistan.

- Lundi 24 novembre 2008 : Un militaire britannique est tué dans l'explosion d'une bombe au cours d'une patrouille dans le district de Kajaki (province d'Helmand). Il s'agit du 126e militaire britannique tué en Afghanistan.

- Mercredi 26 novembre 2008 : Visite du secrétaire général de l'OTAN, Jaap de Hoop Scheffer, auprès du président Hamid Karzai à la suite de la visite, il y a quelques jours d'une délégation du Conseil de sécurité de l'ONU, dont le but était d'évaluer l'évolution de la situation du pays huit ans après l'intervention militaire de la coalition internationale. Les discussions ont aussi porté sur les efforts de la communauté internationale pour parfaire l'entraînement et développer les équipements des forces de sécurité afghanes.

- Jeudi 27 novembre 2008 : Un attentat à la voiture piégée, à une centaine de mètres de l'Ambassade américaine, fait 4 morts, des civils afghans.

- Vendredi 28 novembre 2008 : 44 talibans ont été tués lors de trois affrontements avec les forces de la coalition et les forces armées afghanes. 33 talibans ont été tués lors d'une embuscade qu'ils avaient préparée dans la province de Helmand mais dont le combat a tourné à leur désavantage grâce à l'intervention rapide de l'aviation. 7 autres talibans ont été tués par les soldats afghans dans la province de Farah. 4 autres talibans, dont un chef qui s'était déguisé en femme voilée, ont été tués dans la province de Ghazni.

- Dimanche 30 novembre 2008 : 
  - Un attentat-suicide près du Parlement contre une voiture transportant des étrangers fait deux morts et trois blessés.
  - Une opération des forces de la coalition dans le district de Sarobi, à 50 km à l'est de la capitale — dans le secteur même où avait été tués 10 soldats français au mois d'août — a abouti à la mort de 16 rebelles talibans.

### Décembre 2008
- Mercredi 3 décembre 2008 : L'humanitaire français, enlevé il y a un mois, est libéré par ses ravisseurs, sans versements de rançon, mais après de longues négociations. Selon l'ONG Solidarité laïque, les « ravisseurs ont intégré que nous étions une ONG qui n'a pas de gros moyens, que Dany est un travailleur humanitaire, ils ont tenu compte du fait que sa santé commençait à se dégrader »[1].

- Jeudi 4 décembre 2008 : 
  - Deux soldats danois de la Force internationale d'assistance à la sécurité (Isaf) de l'Otan sont tués dans le sud de l'Afghanistan.
  - Attaque suicide à la voiture piégée contre les locaux du Département national de la sécurité (NDS), les services de renseignements afghans, à Khost (Est du pays). Un policier tué.

- Vendredi 5 décembre 2008 : 
  - Une mutinerie éclate dans la prison de Pul-e-Charki à Kaboul alors qu'une fouille générale était en cours : 8 détenus ont été tués et 12 autres prisonniers et 5 policiers, sont blessées dans les affrontements. Des téléphones portables, des armes blanches et des outils aiguisés ont été trouvés.
  - Trois soldats canadiens sont tués ce qui porte à 100 le nombre de militaires canadiens tués dans le cadre de la mission militaire.

- Samedi 6 décembre 2008 : 
  - Un groupe de talibans attaque un poste de police dans le district de Gereshk (province de Helmand). Lors de la fusillade, 9 talibans ont été tués; parmi les blessés, 2 talibans et 3 policiers.
  - Dans la province de Kapisa (nord de Kaboul), 3 talibans sont tués lors d'une opération de la coalition internationale.

- Mercredi 10 décembre 2008 : Nouvelle erreur de bombardement des forces aériennes américaines contre un poste de police dans le sud du pays; six policiers et un civil sont tués.

- Vendredi 12 décembre 2008 : Une patrouille de soldats de l'OTAN ouvre le feu sur un minibus qui ne s'arrêtait pas malgré des tirs d'avertissement, tuant 3 civils et en blessant plusieurs autres.

- Samedi 13 décembre 2008 : Visite surprise du premier ministre britannique, Gordon Brown à Kaboul auprès des soldats britanniques déployés dans le sud de l'Afghanistan, au lendemain de la mort de quatre d'entre eux.

- Dimanche 14 décembre 2008 : Visite surprise du président George W. Bush à Kaboul pour un entretien avec le président Hamid Karzai.

- Vendredi 19 décembre 2008 : 
  - Trois soldats danois de la Force internationale d'assistance à la sécurité (Isaf) de l'Otan sont tués et un autre blessé par une mine qui a explosé sous leur véhicule dans le sud de la province de Helmand.
  - Les États-Unis annonce le prochain déploiement en Afghanistan d'une brigade aérienne de combat forte de quelque 2 800 hommes.

- Samedi 20 décembre 2008 : 
  - Lors d'une opération dans un village de la province de Kandahar, des soldats américains et afghans trouvent un dépôt de 2,5 tonnes de marijuana entreposées dans les classes d'une école publique.
  - Le chef d'état-major interarmées américain annonce des renforts importants pour l'armée américaine en Afghanistan. Avec ces troupes supplémentaires, les troupes de la coalition internationale devraient avoisiner les 100 000 soldats, soit un peu moins que les Soviétiques après leur invasion de l'Afghanistan en décembre 1979. Actuellement le nombre de militaires de la force d'intervention se monte à 70 000.

- Dimanche 21 décembre 2008 : 
  - Un soldat britannique trouve la mort lors d'une explosion dans un secteur au nord-ouest de Laskkar Gah dans la province d'Helmand. Il est le 135e soldat britannique tué en Afghanistan depuis 2001.
  - Le porte-parole des talibans Yousuf Ahmadi déclare : « Chaque jour, [les Américains] changent leur discours pour dissimuler leur défaite. Ils veulent maintenant envoyer en Afghanistan le même nombre de troupes que les Soviétiques dans les années 1980 […] mais ils ont subi une lourde défaite. Et quand les Américains porteront leurs troupes à ce niveau, ils subiront également une cuisante défaite […] L'OTAN et les forces de la coalition qui sont venus occuper l'Afghanistan connaissent de sérieux problèmes [et de] lourdes défaites »[2].

- Mercredi 24 décembre 2008 : 12 personnes, dont 11 Afghans dans une voiture, ont péri dans une collision entre la voiture et un autobus entre Bam et Zahedan dans le sud-est de l'Iran.

- Jeudi 25 décembre 2008 : 11 rebelles talibans ont été tués dont le chef d'une cellule fabriquant des bombes, et deux autres ont été arrêtés par les forces de la coalition sous commandement américain lors d'une opération dans le district de Maiwand, à 75 km à l'ouest de la ville de Kandahar, visant un important réseau qui menait des attaques à la bombe sur les routes de la province. Ce réseau était responsable de la mort de « nombreux soldats de la force de l'Otan ».

- Vendredi 26 décembre 2008 : 
  - Un soldat canadien trouve la mort et trois autres sont blessés dans l'explosion d'une bombe artisanale qui a détruit le blindé dans lequel ils circulaient dans le district de Zhari à l'ouest de la ville de Kandahar. 104 soldats canadiens ont été tués en Afghanistan depuis 2001
  - Selon le Washington Post, la CIA offre usuellement de nombreux petits cadeaux aux chefs militaires afghans en échange d'informations, cela peut être des couteaux de poche, des jouets, des fournitures scolaires, des visas de voyage, des soins médicaux dont des interventions chirurgicales, mais aussi des pilules de viagra, bien connu pour son effet sur l'impuissance masculine. L'agence fédérale de renseignement américaine propose « tout ce qui peut permettre de se faire des amis et d'influencer les personnes » or les chefs militaires locaux sont parfois âgés et peuvent avoir jusqu'à quatre femmes, dans ces conditions, le viagra peut leur permettre de « réaffirmer leur autorité »[3],[4].

- Mardi 30 décembre 2008 : Selon l'ambassadeur des États-Unis en Afghanistan, William Wood, il y a eu deux fois plus d'attaques à la bombes et d'enlèvements en Afghanistan en 2008 qu'en 2007. Quelque 2 000 attaques à la bombe artisanale et 250 enlèvements y ont été recensés. Les rebelles mènent ces attaques pour affaiblir le combat mené contre eux par les forces afghanes et internationales, mais ces dernières ont démontré qu'elles étaient « résolues et déterminées » à faire avancer le pays : « Les bombes ne font pas avancer la cause des terroristes […] Elles ne leur font gagner aucun territoire[…] aucun ami[…] Elles n'affaiblissent pas les institutions gouvernementales. Elles ne menacent pas le gouvernement ».

- Mercredi 31 décembre 2008 : Le ministre français de la Défense, Hervé Morin est en Afghanistan pour deux jours. Pour son cinquième déplacement dans ce pays, il doit passer la soirée avec des militaires français pour le réveillon de la Saint Sylvestre, s'entretenir avec le président Hamid Karzai et visiter l'hôpital de la mère et de l'enfant de Kaboul, construit avec des fonds français.